# Raymond Chandler

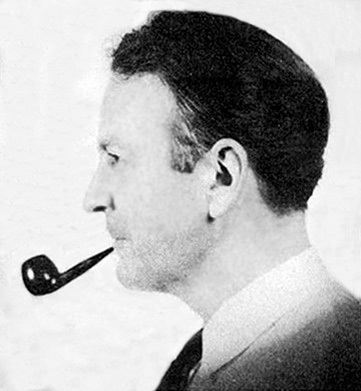
Raymond Chandler, Porträt auf dem Cover des Buches Lady in the Lake, 1943

Raymond Thornton Chandler (* 23. Juli 1888 in Chicago, Illinois; † 26. März 1959 in La Jolla, Kalifornien) war ein US-amerikanischer Schriftsteller und gilt als einer der Pioniere der amerikanischen Hardboiled novels.
Raymond Chandler erfand für seine Kriminalromane die Figur des melancholischen und letztlich moralischen Privatdetektivs Philip Marlowe.
Neben seinen Kriminalromanen schrieb er eine Reihe von Kurzgeschichten und Drehbüchern. Er gehört neben Dashiell Hammett zu den großen Autoren der schwarzen Serie im amerikanischen Kriminalroman, von denen etliche verfilmt wurden (Film noir).

## Leben

### Frühe Jahre und Berufsleben
Raymond Chandler wurde am 23. Juli 1888 als Sohn des Ingenieurs Maurice Benjamin Chandler und der Britin Florence Dart Chandler, geb. Thornton, in Chicago geboren. Beide waren Quäker. Der Vater stammte aus Philadelphia und die Mutter kam aus Waterford in Irland. Sein Vater verließ die Familie wegen einer anderen Frau; 1895 ließen sich seine Eltern scheiden und Chandler zog mit seiner Mutter nach England. Von 1900 bis 1905 besuchte Chandler das Dulwich College im Südwesten von London, wo er erstes Interesse an Fremdsprachen und Altphilologie entwickelte. Die folgenden zwei Jahre verbrachte er als Vorbereitung auf die Aufnahmeprüfung für den britischen Staatsdienst (Civil Service) in Frankreich, wo er eine Handelsschule in Paris besuchte, und in Deutschland mit Privatunterricht.
Im Jahr 1907 bestand Chandler die Prüfung als drittbester von insgesamt 600 Kandidaten. Er arbeitete ein halbes Jahr im britischen Marineministerium (Admiralty) und nach seinem Ausscheiden sporadisch als Aushilfslehrer im Dulwich College. Die Begegnung mit dem nur etwas älteren Richard Barham Middleton soll ihn stark beeinflusst haben, einer Karriere als Schriftsteller nachzugehen. Ab 1908 arbeitete Raymond Chandler als Reporter in London für den Daily Express anschließend als freier Journalist für die liberale Abendzeitung The Westminster Gazette und die Wochenendzeitschrift The Academy, wo er Reportagen, Rezensionen, satirische Skizzen und Essays veröffentlichte. Insgesamt 27 Gedichte erschienen in dieser Zeit in Chambers’ Journal, The Westminster Gazette, The Academy und The Spectator.
1912 kehrte er in die Vereinigten Staaten zurück. Über St. Louis (Missouri) und Omaha (Nebraska) landete Chandler schließlich in Kalifornien, wo er auf einer Aprikosenplantage und in einer Firma für Sportartikel Arbeit fand. Im folgenden Jahr absolvierte er innerhalb von sechs Wochen einen auf drei Jahre angelegten Kurs für Buchhaltung. In der Molkerei Los Angeles Creamery wandte er die frisch erworbenen Kenntnisse als Buchhalter an. Im Jahr 1917 meldete Chandler sich als Freiwilliger in der kanadischen Armee bei den Canadian Gordon Highlanders, um im Ersten Weltkrieg auf Seiten der Entente zu kämpfen.
Chandler diente bis 1919 in Frankreich und England (Royal Flying Corps). 1919 kehrte er mit seiner Mutter nach Kalifornien zurück. 1924 heiratete er die 18 Jahre ältere Pearl Cecily Bowen, geborene Hurlburt, die er Cissy nannte, die damit ihre dritte Ehe einging. Bis 1932 ging er verschiedenen Beschäftigungen nach, so war er u. a. Direktor mehrerer kleiner unabhängiger Ölgesellschaften.

### Wechsel zur Schriftstellerei
Chandler verlor 1932 in Folge der Weltwirtschaftskrise die lukrative Stelle bei der Ölgesellschaft und orientierte sich in der Folge völlig neu. So beschloss er, sich fortan dem Verfassen von Kriminalgeschichten zu widmen. 1933 erschien die erste Kurzgeschichte Chandlers („Blackmailers Don’t Shoot“) im Journal Black Mask, das sich als Serienprodukt für Kurzkrimis etabliert hatte. In den folgenden Jahren erschienen weitere Geschichten in ähnlichen Magazinen. Chandler erarbeitete sich hierbei gewissermaßen das Handwerk, um später größere Kriminalromane zu schreiben. Einige der als Kurzgeschichten publizierten Stoffe arbeitete er später zu Romanen um.
Der erste Roman The Big Sleep, der zur Vorlage für den gleichnamigen Film 1946 (dt. Tote schlafen fest) wurde, erschien 1939 und war ein großer Erfolg. 1943 ging Chandler als Drehbuchautor nach Hollywood, wo er zunächst mit Billy Wilder das Oscar-nominierte Drehbuch zu Double Indemnity (Frau ohne Gewissen) schrieb. Außerdem verfasste er unter anderem das ebenfalls Oscar-nominierte Drehbuch für den Alan Ladd/Veronica-Lake-Klassiker The Blue Dahlia (Die blaue Dahlie). Die Arbeit in Hollywood befriedigte Chandler jedoch nicht. Zu stark scheint das Schielen auf den Publikumserfolg Chandler eingeengt zu haben, weshalb es dann auch öfter zu Konflikten mit Regisseuren und Produzenten kam. 1951 arbeitete er für Alfred Hitchcock an Der Fremde im Zug. Die Zusammenarbeit funktionierte jedoch überhaupt nicht; Chandlers Versionen wurden – nach Hitchcocks Auffassung – immer schlechter, so dass Hitchcock schließlich kein Wort mehr mit ihm gesprochen haben soll. Stattdessen engagierte er Czenzi Ormonde, eine Schülerin von Ben Hecht, die das Drehbuch, basierend auf Hitchcocks ursprünglicher Storyline, zusammen mit Barbara Keon, einer Produktionsassistentin von Hitchcock und dessen Frau Alma Hitchcock, fast komplett neu schrieb.
Chandler veröffentlichte eine Reihe von Romanen, unter denen Der lange Abschied (The Long Good-Bye) eine herausragende Stellung einnimmt. Als besten Roman des Jahres ehrten ihn 1955 die Mystery Writers of America mit dem Edgar Allan Poe Award (Kategorie Bester Roman).

### Späte Jahre, Gesundheitliche Probleme und Tod
Im Dezember 1954 starb Chandlers Frau. Er drohte in den folgenden Monaten mehrmals mit Selbstmord. Im Februar 1955 versuchte er, sich in der Dusche zu erschießen, der Versuch schlug fehl. Daraufhin verkaufte er sein Haus in La Jolla und verbrachte mehrere Monate in London. Er kehrte auch in den folgenden Jahren mehrmals dorthin zurück und lebte abwechselnd in den USA und England. Nach dem Tod seiner Frau begann Chandler mit dem Trinken. 1956 wurde er erstmals aufgrund seines Alkoholismus ins Krankenhaus eingewiesen. In den folgenden Jahren begab er sich immer wieder in ärztliche Behandlung.
1959 erkrankte Raymond Chandler schwer. Er starb am 26. März 1959 in La Jolla, Kalifornien.

## Werke

### Romane
- The Big Sleep (1939) (dt. Der tiefe Schlaf, 1950,[3] Der große Schlaf, 1974,[4] 1980,[5] 2013,[6] 2019[7])
- Farewell, My Lovely (1940) (dt. Betrogen und gesühnt, 1958,[8] Lebwohl, mein Liebling, 1980,[9])
- The High Window (1942) (dt. Das hohe Fenster, 1952,[10] 1980,[11] 2022[12])
- The Lady in the Lake (1943) (dt. Einer weiß mehr, 1949,[13] Die Tote im See, 1980,[14] Die Lady im See, 2021[15])
- The Little Sister (1949) (dt. Die kleine Schwester, 1953,[16] 1975,[17] 2020[18])
- The Long Good-Bye (1953) (dt. Der lange Abschied, 1954,[19] 1975; auch als Ullstein-TB[20])
- Playback (1958) (dt. Spiel im Dunkel, 1958[21] bzw. Playback, 1980[22] und 2023[23])
- Poodle Springs (Fragment) fertiggestellt von Robert B. Parker (Poodle Springs, 1989 dt.: Die Poodle Springs Story 1975,[24] Einsame Klasse 1990[25])

### Kurzgeschichten
- Blackmailers Don’t Shoot. (In: Black Mask, 1933) dt.: Erpresser schießen nicht.
- Smart-Aleck Kill. (In: Black Mask, 1934) dt.: Zu raffinierter Mord, auch: Der superkluge Mord.
- Finger Man. (In: Black Mask, 1934) dt.: Gesteuertes Spiel, auch: Einfache Chancen.
- Killer in the Rain. (In: Black Mask, 1935) dt.: Mord bei Regen, auch: Mord im Regen.
- Nevada Gas. (In: Black Mask, 1935) dt.: Nevada Gas, auch: Nevada-Gas.
- Spanish Blood. (In: Black Mask, 1935) dt.: Spanisches Blut.
- Guns at Cyrano’s. (In: Black Mask, 1936) dt.: Schüsse bei Cyrano.
- The Man Who Liked Dogs. (In: Black Mask, 1936) dt.: Der Mann, der Hunde liebte.
- Noon Street Nemesis. (In: Detective Fiction Weekly, 1936) dt.: Auf Noon Street aufgegriffen, auch: Straßenbekanntschaft Noon Street.
- Goldfish. (In: Black Mask, 1936) dt.: Stichwort Goldfisch, auch: Zierfische.
- The Curtain. (In: Black Mask, 1936) dt.: Zielscheibe, auch: Der Vorhang.
- Try the Girl. (In: Black Mask, 1937) dt.: Heim zu Beulah, auch: Cherchez la femme.
- Mandarin’s Jade. (In: Dime Detective, 1937) dt.: Mord in der Salbeischlucht, auch: Mandarin-Jade.
- Red Wind. (In: Dime Detective, 1938) dt.: Heißer Wind, auch: Roter Wind.
- The King in Yellow. (In: Dime Detective, 1938) dt.: Der König in Gelb.
- Bay City Blues. (In: Dime Detective, 1938) dt.: Mord aus dem Handgelenk, auch: Bay City Blues.
- The Lady in the Lake. (In: Dime Detective, 1939) dt.: Die Frau im Bergsee, auch:  Die Tote im See.
- Pearls Are a Nuisance. (In: Dime Detective, 1939) dt.: Ärger wegen Perlen, auch: Perlen sind eine Plage.
- Trouble is My Business. (In: Dime Detective, 1939) dt.: Gefahr ist mein Geschäft.
- I’ll Be Waiting. (In: Saturday Evening Post, 1939) dt.: Ich werde warten.
- The Bronze Door. (In: Unknown, 1939) dt.: Die Bronzetür.
- No Crime in the Mountains. (In: Detective Story, 1941) dt.: Geld im Schuh, auch: Kein Verbrechen in den Bergen.
- Professor Bingo’s Snuff. (In: Park East Magazine, 1951) dt.: Professor Bingos Schnupfpulver.
- Marlowe Takes on the Syndicate. (auch: The Pencil. In: London Daily Mail, 1959) dt.: Der Bleistift.
- English Summer – A Gothic Romance. (In: Antaeus, 1976) dt.: Englischer Sommer.

### Sammelbände der Kriminalkurzgeschichten
- Trouble Is My Business (dt. Gefahr ist mein Geschäft, 1959)
- The Finger Man
- Red Wind
- Killer in the Rain (dt. Mord im Regen, 1976)
- The Simple Art of Murder (dt. Der König in Gelb, 1961)

### Essays, Briefe
- The Simple Art of Murder (1950)

(dt. Die simple Kunst des Mordes, 1975)
- Raymond Chandler Speaking (hrsg. von Dorothy Gardiner, Kathrine Sorley Walker, 1962)

(dt. Chandler über Chandler. Briefe, Aufsätze, Fragmente (= Ullstein Bücher, 520). Übersetzt von Wilm W. Elwenspoek. Ullstein, Frankfurt am Main / Berlin 1965)
- The Notebooks of Raymond Chandler and „English Summer“, a Gothic Novel (1976)

(Auszüge auf dt. in: Englischer Sommer, 1980; neu als Notizbücher, 2009)
- Selected Letters (hrsg. von Frank McShane, 1981)

(dt. Briefe 1937–1959, übertragen von Hans Wollschläger, 1990)

### Drehbücher
- 1944: Frau ohne Gewissen (Double Indemnity)
- 1944: Der Morgen gehört uns (And Now Tomorrow)
- 1945: Der Tod wohnt nebenan (The Unseen)
- 1946: Die blaue Dahlie (The Blue Dahlia)
- 1951: Der Fremde im Zug (Strangers on a Train)
- 1996: Ein nicht ganz perfekter Mord (Once You Meet a Stranger)

nicht verfilmt:
- The Innocent Mrs. Duff (Paramount 1946)
- Playback (Universal 1947/48)

## Verfilmungen
Die Romane Chandlers dienten immer wieder als Vorlage für Kriminalfilme. Einige dieser Filme wurden zu Klassikern des Film noir.
- 1942: Time to Kill – Regie: Herbert I. Leeds – nach: The High Window
- 1942: The Falcon Takes Over – Regie: Irving Reis – nach: Farewell, My Lovely
- 1944: Murder, My Sweet – Regie: Edward Dmytryk – nach: Farewell, My Lovely
- 1946: Tote schlafen fest (The Big Sleep) – Regie: Howard Hawks – nach: The Big Sleep
- 1947: Die Dame im See (Lady in the Lake) – Regie: Robert Montgomery – nach: The Lady in the Lake
- 1947: The Brasher Doubloon – Regie: John Brahm – nach: The High Window
- 1968: Der Dritte im Hinterhalt (Marlowe) – nach: The Little Sister
- 1973: Der Tod kennt keine Wiederkehr (The Long Goodbye) – Regie: Robert Altman – nach: The Long Good-bye
- 1975: Fahr zur Hölle, Liebling (Farewell, My Lovely) – Regie: Dick Richards – nach: Farewell, My Lovely
- 1978: Tote schlafen besser (The Big Sleep) – Regie: Michael Winner – nach: The Big Sleep
- 1995: Perfect Crimes – Vorlage zur 2. Episode der 1. Staffel: Kurzgeschichte I’ll Be Waiting
- 1995: Perfect Crimes – Vorlage zur 9. Episode der 2. Staffel: Kurzgeschichte Red Wind
- 1998: Poodle Springs – Vorlage: Romanfragment Poodle Springs

## Sekundärliteratur
- Thomas Degering (Hrsg.): Raymond Chandler – mit Selbstzeugnissen und Bilddokumenten (= Rowohlts Monographien, 377). Rowohlt, Reinbek bei Hamburg 1989, ISBN 3-499-50377-8.
- Tom Hiney: Raymond Chandler. A Biography. Chatto & Windus, London 1997, ISBN 0-7011-6310-0.
- Fredric Jameson: Raymond Chandler: The Detections of Totality. Verso, London und New York 2015, ISBN 978-1-78478-216-0.
- Frank MacShane: The Life of Raymond Chandler. E. P. Dutton, New York NY 1976, ISBN 0-525-14552-4.
  - Deutsch: Raymond Chandler. Eine Biographie. Übersetzt von Christa Hotz. Diogenes, Zürich 2009, ISBN 978-3-257-06708-8).
- Tom Williams: Raymond Chandler. A Life. A Mysterious Something in the Light. Aurum, London 2012, ISBN 978-1-84513-526-3.
- William Adamson (Hrsg.): Raymond Chandler Jahrbuch. Stutz, Passau 1996–2001 (erschienen sind die Bände 1–4), DNB 018360785.